# Élection présidentielle marshallaise de 2012
Une élection présidentielle s'est tenue aux îles Marshall le 3 janvier 2012. Il s'agit d'une élection indirecte ; les 33 députés (appelés « sénateurs ») du Nitijela (assemblée législative monocamérale) élurent le Président de la République lors de leur propre prise de fonction à la suite des élections législatives du mois de novembre. Christopher Loeak est élu président, par 21 votes contre 11 pour le président sortant Jurelang Zedkaia. Il prend ses fonctions le 10 janvier suivant.